# Kurutta Taiyou
Kurutta Taiyou (狂った太陽, Kurutta Taiyō) é o sexto álbum de estúdio da banda japonesa de rock Buck-Tick, lançado em 21 de fevereiro de 1991 pela gravadora Victor Entertainment. Uma remasterização digital foi lançada em 19 de setembro de 2002. O singles "Speed", "M・A・D" e "Jupiter" foram regravados para o álbum de compilação Koroshi no Shirabe: This Is NOT Greatest Hits. 

## Recepção
Ficou em segundo lugar nas paradas da Oricon Albums Chart. Foi certificado disco de platina pela Recording Industry Association of Japan (RIAJ) por vender mais de 400.000 cópias.

## Faixas
| N.º            | Título                                       | Letras         | Música         | Duração |  |
| 1.             | "Speed" (スピード)                           | Sakurai        | Imai           | 4:47    |  |
| 2.             | "Machine"                                    | Sakurai        | Imai           | 4:13    |  |
| 3.             | "My Funny Valentine"                         | Sakurai        | Imai           | 4:39    |  |
| 4.             | "Henshin (Reborn)" (変身 (REBORN)            | Sakurai        | Hide           | 4:16    |  |
| 5.             | "Angelfish" (エンジェル フィッシュ)          | Sakurai        | Hide           | 4:25    |  |
| 6.             | "Jupiter"                                    | Sakurai        | Hide           | 4:38    |  |
| 7.             | "Sakura" (さくら)                            | Sakurai        | Imai           | 6:13    |  |
| 8.             | "Brain, Whisper, Head, Hate Is Noise"        | Imai           | Imai           | 5:50    |  |
| 9.             | "M・A・D"                                    | Sakurai        | Imai           | 4:36    |  |
| 10.            | "Chikashitsu no Melody" (地下室のメロディー) | Sakurai        | Imai           | 4:00    |  |
| 11.            | "Taiyou ni Korosareta" (太陽ニ殺サレタ)      | Sakurai        | Imai           | 6:05    |  |
| Duração total: | Duração total:                               | Duração total: | Duração total: | 53:47   |  |

| Faixas bônus da remasterização digital de 2002 |                                        |         |  |
| N.º                                            | Título                                 | Duração |  |
| 1.                                             | "Narcissus"                            | 4:12    |  |
| 2.                                             | "Angelic Conversation" (Versão single) | 5:35    |  |

## Ficha técnica

### Buck-Tick
- Atsushi Sakurai - vocal
- Hisashi Imai - guitarra solo, vocais de apoio
- Hidehiko Hoshino - guitarra rítmica, vocais de apoio
- Yutaka Higuchi - baixo
- Toll Yagami - bateria
- produzido por Buck-Tick

### Músicos adicionais
- Tsutomu Nakayama - teclado
- Takeharu Hayakawa - violoncelo elétrico
- Hidekazu Tokumitsu - arranjamento de cordas

### Produção
- Osamu Takagi - produtor executivo
- Hitoshi Hiruma - engenharia principal
- Junichi Tanaka - diretor
- Ken Sakaguchi - direção de arte
- Atsushi Ueda - fotografia
- Sayuri Watanabe - estilista
- Higashi Ishida - coordenador artístico
- Naoki Toyoshima - promotor
- Shigeo Azami, Hitoshi Ojima - roadie
- Kazuo Sawaki - produtor artístico